# Kentelec 8
El Kentelec 8 fue un ordenador desarrollado y presentado en 1974. Fue uno de los primeros ordenadores comerciales basados en  microprocesador y el primer microordenador diseñado y construido en España.

## Historia
El ordenador fue desarrollado por Distesa, perteneciente a Anaya Editorial, como resultado del interés del grupo por la aplicación de las tecnologías a la enseñanza. Fue diseñado por Manel Puigbó Rocafort y un equipo de colaboradores.
El nombre proviene de Kentel, nombre original de un panel de pruebas de montajes electrónicos diseñado por el propio Puigbó, al que se le añadiría la abreviatura EC (del inglés Electronic Computer) y un 8, en referencia al número de bits con los que trababa el procesador.
El prototipo fue presentado en el año 1974, un año después del Micral N francés (el primer ordenador comercial basado en microprocesador) y un mes antes del Scelbi-8H, precursor de la informática doméstica.
A pesar de sus buenas prestaciones, el equipo era caro, lo que propició que se dejase de fabricar cuando se llevaban producidas 10 unidades.

## Características
El diseño se orientó al estudio de los microprocesadores. En el panel mostraba diversos datos internos de la máquina. Incluía un teclado hexadecimal y un zócalo programador de EPROMs. Inicialmente funcionaba con un procesador Intel 8008, que fue sustituido posteriormente por un 8080. Como periférico de entrada y salida usaba una cinta perforada. Poseía una memoria de 8 Kb, ampliable a 16 Kb.